# الملك الوثني (فلم 2018)
الملك الوثني (بالإنجليزية: The Pagan King) هو فيلم حركة ودراما تاريخي تم إنتاجه في المملكة المتحدة ولاتفيا وصدر سنة 2018 بطولة إدفين إندر.

## القصة
حاكم على فراش الموت، يمنح السلطة إلى وريث غير متوقع يجب أن يجد قوة داخل نفسه لتوحيد شعبه ضد الحروب الصليبية العنيفة التي تهدد حريتهم.

## الميزانية والإيرادات
كلف الفيلم حوالي 3 ملايين يورو.

## وصلات خارجية
- مقالات تستعمل روابط فنية بلا صلة مع ويكي بيانات

الملك الوثني على IMDb
الملك الوثني على Rotten Tomatos